# ایکس‌ام‌ام-نیوتون
ایکس‌ام‌ام-نیوتون (انگلیسی: XMM-Newton) که به نام‌های مأموریت طیف‌سنجی پرتو ایکس با توان بالا و مأموریت چندآینه‌ای پرتو ایکس نیز شناخته می‌شود، یک رصدخانه فضایی پرتو ایکس است که آن را آژانس فضایی اروپا در دسامبر ۱۹۹۹ بر روی موشک آریان ۵ به‌سوی مدار نزدیک زمین پرتاب شده‌است. این دومین مأموریت اصلی برنامه هوریزون ۲۰۰۰ آژانس فضایی اروپا بوده‌است. این فضاپیما که به نام فیزیکدان و اخترشناس آیزاک نیوتن نامگذاری شده، وظیفهٔ بررسی منابع پرتو ایکس بین ستاره‌ای، انجام طیف‌بینی محدوده‌ای وسیع و انجام نخستین تصویربرداری همزمان از اجسام را با پرتو ایکس و نیز نوری (در طول موج طیف مرئی و فرابنفش) دارد.
این فضاپیما که در ابتدا با بودجه برای مدت دو سال، با عمر ده ساله طراحی شده بود، در سلامت کامل به سر می‌برد و مأموریت‌های مکرری را دریافت کرده‌است، آخرین بار مأموریت در اکتبر ۲۰۲۰ بوده که قرار است تا پایان سال ۲۰۲۲ ادامه داشته باشد.
آژانس فضایی اروپا قصد دارد ایکس‌ام‌ام-نیوتون را با تلسکوپ پیشرفته برای اخترفیزیک با انرژی بالا (ATHENA) جایگزین کند. این دومین مأموریت بزرگ در برنامهٔ چشم‌انداز کیهانی ۲۰۱۵-۲۰۲۵ است که در سال ۲۰۲۸ راه‌اندازی می‌شود. ایکس‌ام‌ام-نیوتون به رصدخانه پرتو ایکس چاندرا ناسا شبیه است که در ۱۹۹۹ نیز راه‌اندازی شد.
تا ماه مهٔ ۲۰۱۸، نزدیک به ۵۶۰۰ مقاله در مورد ایکس‌ام‌ام-نیوتون یا نتایج علمی آن رصدگر منتشر شده‌است.